# ウェイン郡 (ミシシッピ州)
ウェイン郡 (ウェインぐん、英: Wayne County) は南北に長い長方形の形状をとるアメリカ合衆国ミシシッピ州の南東部、アラバマ州との州境に位置する郡。おおよその位置は北緯31度40分、西経88度38分。タウンシップ制に則り、郡の領域はほぼ正方形である。2000年現在の人口は21,216人。郡庁所在地はウェインズボロ。

## 歴史
1800年から1830年にかけてフロンティアとなり、ヨーロッパから流入した移民を自作農として受け入れた。

## 地理
緩やかな起伏が続き、一部は森林となっている。このためミシシッピ州に属しながら、ミシシッピ水系には含まれていない。郡の中央部をチカサフェイ川が南下する。標高は約100m。
気候区分として温暖湿潤気候に属する。1月の平均気温は10度、7月は27度。年平均気温は20度。夏期にはハリケーンの進路となるものの、冬期にも降雨が多く年間を通じて平均的な降水がある。冬期の降水量は西海岸を除き最も多い。年平均降水量は1200mm。
アメリカ合衆国統計局によると、この郡は総面積2,107 km2 (814 mi2) である。このうち2,099 km2 (810 mi2) が陸地で8 km2 (3 mi2) が水地域である。総面積の0.39%が水地域となっている。

## 産業
石油化学工業と食品工業が盛んなヒューストンとニューオーリンズを中心とする工業地帯の北限に当たる。このため、農業従事者以外はウェイン郡を離れ工業地帯に職を求める傾向が強い。農業の主力は綿花とタバコの生産ではあるが、主要生産地帯の南限に位置しており、規模は小さい。これは地形が企業的農業に要求される形状と合致しないことによる。生産された綿花は南南西に約160km離れたニューオーリンズ港からヨーロッパや南米に出荷されている。養豚とトウモロコシ生産も見られる。降水パターンに恵まれているため、天水が利用でき灌漑設備は不要である。
鉱業においても周辺地帯という位置付けである。ウェイン郡はメキシコ湾岸油田の北東の限界に位置しており、原油を産出する可能性がある。しかしながら、原油探査計画の優先順位が低いため、2005年時点では油田は発見されていない。メキシコ湾岸からニューヨーク州に向かう2本の主要なガスパイプラインのうち1本がウェイン郡を通過している。

## 交通
郡中央部に至るミッドサウス鉄道は盲腸線であり、ウェインズボロがターミナルとなっている。鉄道は郡を出た後シュブタ、クイットマンを経由しながら北上し、エンタープライズにおいてニューオーリンズとアトランタを結ぶ本線と接続する。ウェインズボロから80km南南東に位置するアラバマ州の港湾都市モービルまで鉄道を延伸する計画があったが、採算が取れないとして着工には至っていない。
道路の敷設状況は地形の影響を受けており、アメリカ合衆国中部のような碁盤の目上の道路網ではなく、ところどころ糸が切れたクモの巣のような道路が広がる。

## 人口動勢

2000年国勢調査に基づくウェイン郡の人口ピラミッド

2000年現在の国勢調査で、この郡は人口21,216人、7,857世帯、及び5,853家族が暮らしている。人口密度は10/km2 (26/mi2) である。4/km2 (11/mi2) の平均的な密度に9,049軒の住宅が建っている。この郡の人種的な構成は白人61.29%、アフリカン・アメリカン38.01%、先住民0.07%、アジア0.15%、太平洋諸島系0.01%、その他の人種0.13%、及び混血0.33%である。この人口の0.63%はヒスパニックまたはラテン系である。
この郡内の住民は29.20%が18歳未満の未成年、18歳以上24歳以下が9.70%、25歳以上44歳以下が27.60%、45歳以上64歳以下が21.70%、及び65歳以上が11.70%にわたっている。中央値年齢は34歳である。女性100人ごとに対して男性は91.50人である。18歳以上の女性100人ごとに対して男性は87.70人である。
この郡の世帯ごとの平均的な収入は25,918米ドルであり、家族ごとの平均的な収入は30,513米ドルである。男性は27,139米ドルに対して女性は16,680米ドルの平均的な収入がある。この郡の一人当たりの収入 (per capita income) は12,757米ドルである。人口の25.40%及び家族の21.40%は貧困線以下である。全人口のうち18歳未満の32.70%及び65歳以上の21.90%は貧困線以下の生活を送っている。

## 都市及び町
- ウェインズボロ (Waynesboro) - 人口5200人（2000年）